# برگ‌پیچ گل سرخ
برگ‌پیچ گل سرخ (نام علمی: Archips rosana) نام یک گونه از تبار برگ‌پیچان آرچیپینی است.